# Lélek
A lélek (ógörögül: ψυχή pszüché) sokértelmű kifejezés, amely több kultúrkörben használatos, eltérő jelentéssel. Számos vallási, filozófiai és mitológiai hagyományban az élőlény testetlen lényege. A „lélek” kifejezést gyakran használják a szellem szinonimájaként is. Filozófiai értelmezésben a humán létezés korpusztól elvonatkoztatott absztrakt fogalma.
Az emberiség születése hajnaláig lehet visszavezetni azt az elképzelést, hogy az elhunyt ember valójában tovább él, nem válik semmivé, hogy létezik egy, a testtől független lélek, amit a halál nem érint. A lélek fogalma a legtöbb civilizációban vallásos, filozófiai, pszichológiai elképzeléseken alapszik vagy népszerű kultuszok hatására körvonalazódik az egyes emberek számára.
Az ábrahámi vallások alapján a végítéletkor az ember testben fog feltámadni, de e vallásokon belül a különféle egyházak, irányzatok nézete eltér egymástól a lélek halál utáni sorsának felfogásában (lásd: túlvilág). A keleti vallásokra és a teozófiai–antropozófiai szellemi irányzatokra jellemző nézet a lélekvándorlás (reinkarnáció).

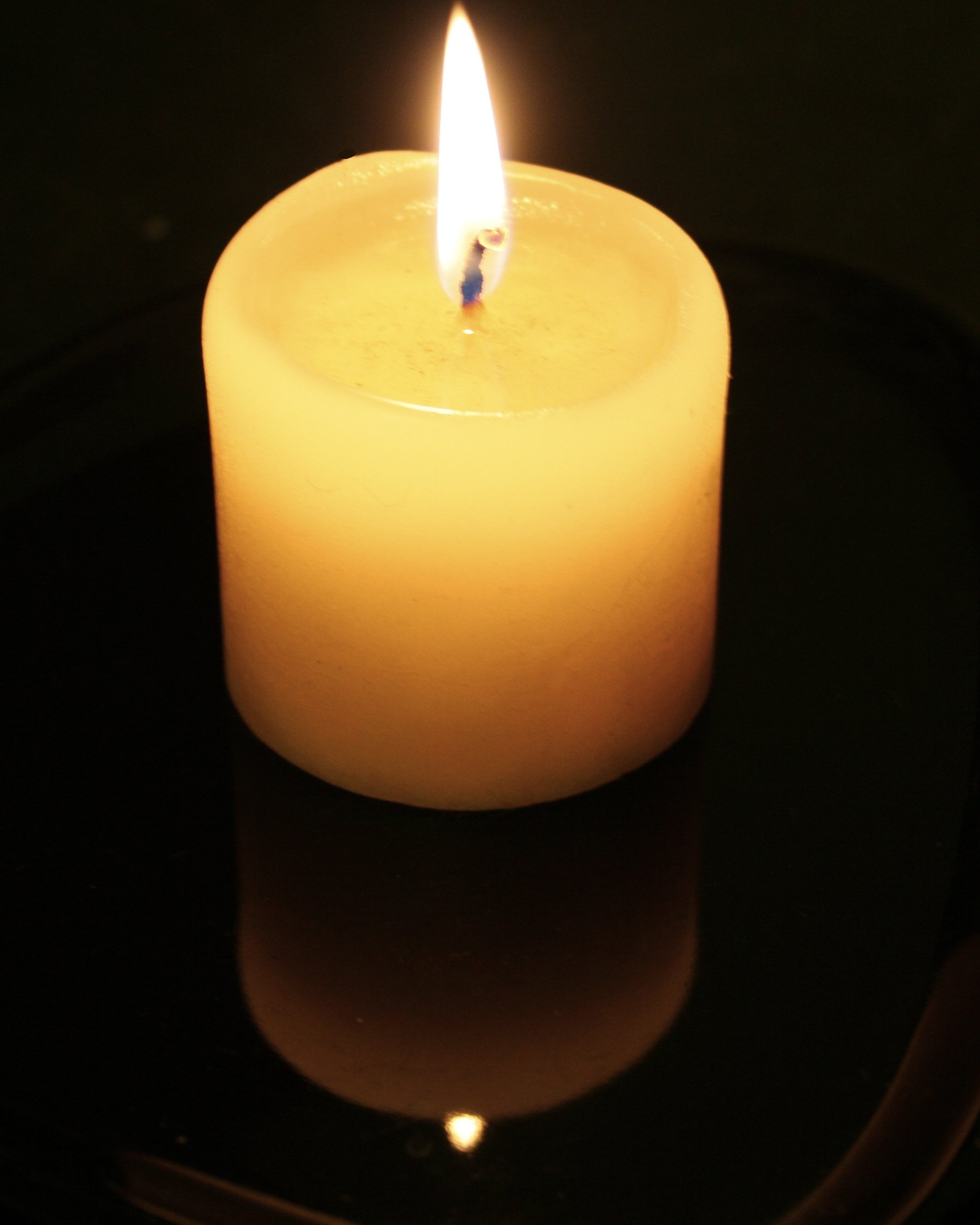
A magyar néphit szerint a mennyországban minden léleknek van egy égő gyertyája és ameddig az lángol, addig él az ember

## A magyarlélekszó eredete
A Czuczor Gergely és Fogarasi János szerkesztette és írta A magyar nyelv szótára szerint a lélek szavunk a leh gyökből származván alél, lehel, lehelet szavakkal áll rokonságban.
A magyar nyelv értelmező szótára szerint az egyik jelentése a lélek szónak, (lélektan) „az érzékelés, emlékezés, képzelet, gondolkodás, értelem, akarat stb. jelenségeinek és folyamatainak összefüggő egésze, amely a központi idegrendszer bonyolult folyamatain alapul.”

## Nyelvi és tudományos megközelítés
A lélek szót több értelemben is használjuk, mely így több fogalmat takar, és érdemes külön választani a szellem fogalmától. A lélek vallásos és spirituális értelemben is – egyes értelmezők szerint – a halhatatlan részt, az ember örök és elpusztíthatatlan esszenciáját, a belső emberét jelenti. Míg a szellem egy emberre vagy közösségre jellemző vagy általuk hátrahagyott elképzelésekre és szemléletmódokra vagy akár természetfeletti lényekre is utalhat. Több vallásban felcserélődött az elnevezés a félreértelmezése miatt, de a pszichológia szempontjából a lélek a pszichére értendő. A teljes evangéliumi és pünkösdi-karizmatikus kereszténység, az antropozófia is a szellem örök és halhatatlan voltáról beszél.
Filozófiai, vagy tudományos szempontból a lélek egy olyan közhasználatú szó, amelynek jelentése változó, és nehezen lehet körülhatárolni. A lélek szó körülbelüli jelentéséhez tudományos szempontból közelítő fogalmak a psziché, az érzelem, a tudat és az éntudat.
A lélek mint psziché a szellem és a test kapcsolatát valósítja meg. E kapocs a halállal feloldódik, a test elmúlásával a psziché is elmúlik, de a szellem megmarad (ezt a vienne-i zsinat miatt sokan szintén léleknek nevezik, de hogy megkülönböztessük a pneuma-t ( πνεῦμα ) a psziché-től ( ψυχή ), célszerűbb külön szót alkalmazni mert a Biblia is külön szót használ).
A lélek mások szerint az a fajta pszichológiai létforma, amely az öntudat állapotából építkezik. Az öntudat pedig abból merítkezik, amit az élőlény az életében megtapasztal. Így a lélek működése felöleli a viselkedés minden elemét: a közvetlen megismerő folyamatokat, az érzelmeket, az észlelést, a figyelmet és a közvetett megismerő folyamatokat, a kognitív funkciókat, azaz a tanulást, emlékezést, gondolkodást, képzeletet.
A bibliai antropológia szerint az ember magja a szellem (görögül pneuma, héberül rúah), a teste (szóma) és szelleme között pedig a psziché teremt kapcsolatot. Az Újszövetségben a görög pneuma (πνεῦμα) szó ugyanazt jelenti, mint az ószövetségi rúah (רוּחַ). Szellemnek vagy léleknek fordítják, de szintén leheletet, az élet leheletét jelenti.
A lélek szót a fogalommal rokonítható kifejezésekben is használhatjuk, például lélekemelő feladat, lelkesen végzi a munkáját.
A lélek szó származékai: lelki, lelkes, lelkesít, lelkesítő, lelkesedés, lelkesül, lelkesülés, lelkendez, lelkendezés, lelkedzik, lelketlen, lélektelen, lelkész, lelkészi, lelkiség, lelkizik.

## Történelem
Éltek emberek, akik komoly erőfeszítéseket tettek, hogy a holttestüket a temetésnél megvédjék, arra a pillanatra készülve, amikor a lelkük feltámad és újra életre kelve a biológiai test erre készen álljon.

### Az ókori kultúrákban
Az ókori egyiptomiak a halál utáni életről vallott elképzeléseik miatt bonyolult vallási szertartásokkal törekedtek a test és a lélek felkészítésére és a békés és boldog halál utáni életre. A lélekkel és a halál utáni élettel kapcsolatos hiedelmek központjában a test állt, amelynek megőrzése nagyon fontos volt számukra, hogy a lélek (ká) rendelkezésére álljon.
Az egyiptomi fáraók sokszor 10-20 évig is építtették a sírjukat. A piramisok már nem arra szolgáltak, mint a babiloni zikkuratok tornyai, amelyek elsősorban az istenek tartózkodási helye és szenthelyek voltak mindenki számára. A piramisok elsősorban a fáraónak esetleg a családjának szolgáltak, a halott testnek és az ő lelkének, a ká-jának.
A babiloniaknál egy anyagtalan elem kapcsolódik össze a testtel, és ennek az elemnek tulajdonítottak halhatatlanságot.

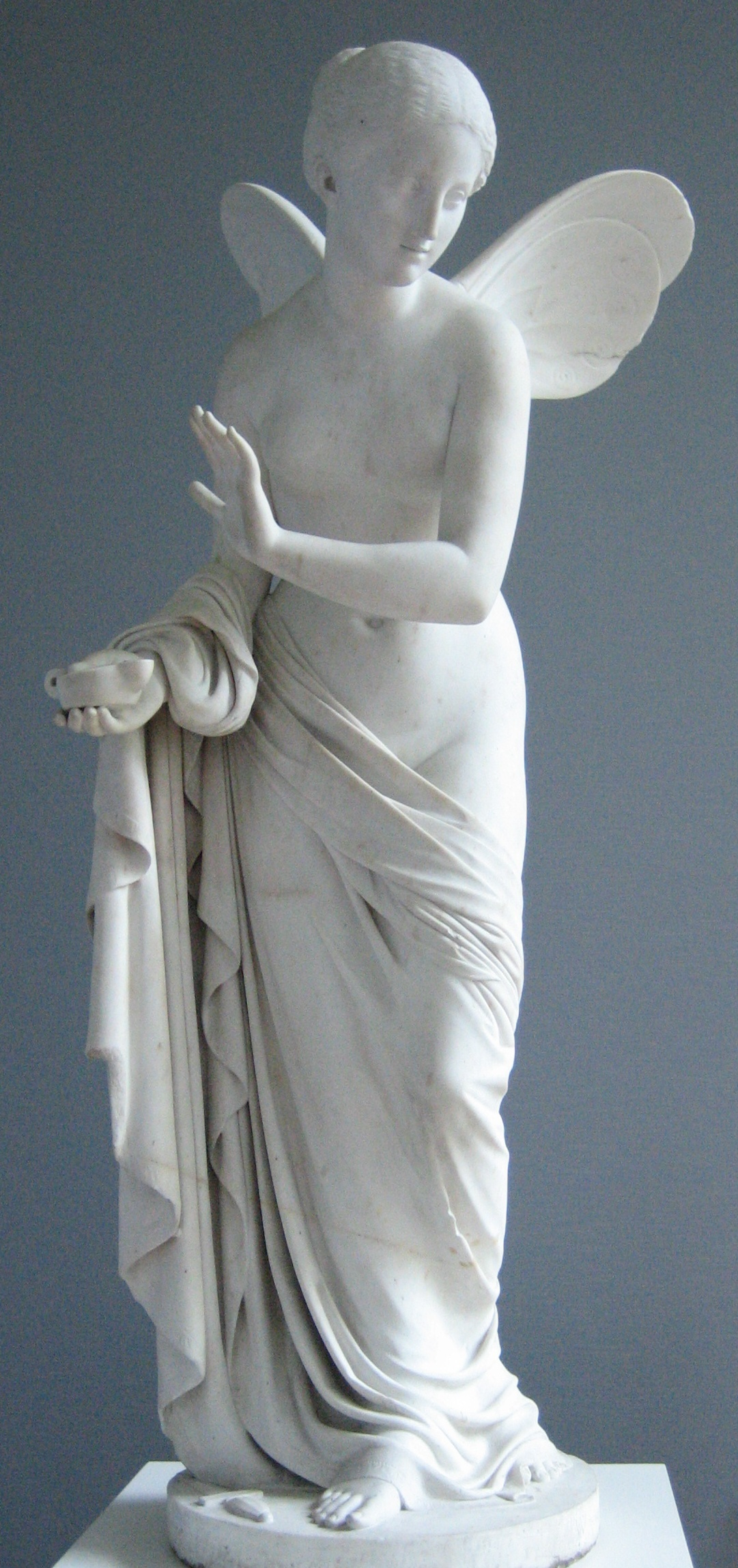
Pszükhé a lélek megtestesítője a görög mitológiában

A régi egyiptomiaknál kezdetben nem egy testtől elkülönülő lélek továbbélésének a gondolata uralkodott, hanem hogy a halál ellenére az egész ember életben marad. Az elképzelések zavarosak, mert a meghalt embernek egy valamilyenféle feltámadását is szintén feltételezték. Emellett figyelemre méltó, hogy nem a testnek a lélekkel való újraegyesülésére gondoltak, hanem az egész embernek egy jobbfajta életére, hiszen az a hiedelem uralkodott, hogy a lélek csak akkor maradhat továbbra is fenn, ha a testtel kapcsolatban marad. Ezekből az elképzelésekből fejlődött ki az egyiptomiaknál az ismert szokás, hogy a holtak testét balzsamozás által fenntartsák, megóvják. Ez pedig a múmiának a halotti kamrában való megőrzését tette szükségessé. Később változtak az egyiptomiak elképzelései, és komplikáltabbak lettek. A régi indiaiaknál is kezdetben hasonló felfogások uralkodtak.
Perzsiában, valamint India egyes népeinél korán megjelent a halhatatlan lélek tana, ahol a lelket, az emberi életelvet tűzként képzelték el (párszi vallás). Ebből az okból tartották előnyösnek a tűz általi temetést (a halottak elégetését), hogy a lélek újra visszatérhessen a maga tulajdonképpeni szülőeleméhez. Az elődöknek áldozatot vittek, hogy lelkeiknek az utat a menny felé megkönnyítsék.
A brahmanizmus a lélekvándorlás bonyolult tanát hirdeti.
A zsidó vallás – amely i. e. 16-13. század környékén, Mózes korában formálódott ki – az ókori egyiptomi vallás minden részletét ellenezte, és ellene volt a mágia uralmának a hétköznapi élet felett, ahogy ez a XIX. dinasztiában szokásos volt, és ellene volt az “én” túlvilági továbbélésére való fizikai előkészületeknek. 
Izrael vallása nem állított embereknek nagy emlékműveket, mert egyedül csak Jahve nevezhető nagynak. 
Szerintük a Teremtő mindenhatóságában való hitük megválaszolja azt a kérdést is, hogy halandó-e az ember, vagy halhatatlan. Vélték, Isten nagysága áll az ember tehetetlenségével szemben, aki életét csak akkor tudja uralni, ha összeköttetésben marad Istennel. Salamon király kiemelte: “Nincs ember, akinek hatalmában volna az éltető lehelet, aki vissza tudná tartani az éltető leheletet, és senki sem ura a halál napjának. “  Az Ótestamentum úgy ír a halálról, mint egy alvásról. Izrael hite nem a lélek halhatatlanságára épült, hanem egyedül az ő Urának teremtői és szabadító hatalmára, aki a halottakat is képes feltámasztani.
A lélek fogalmát – ami a mai ember számára közkeletű – először a Kr. e. 6. század görög filozófusai használták. Világosan kirajzolódik belőle a lélek három jellemzője: az emberi személyiség magvát képezi; független a testtől; ellentétben a testtel, nincs alávetve a halálnak.

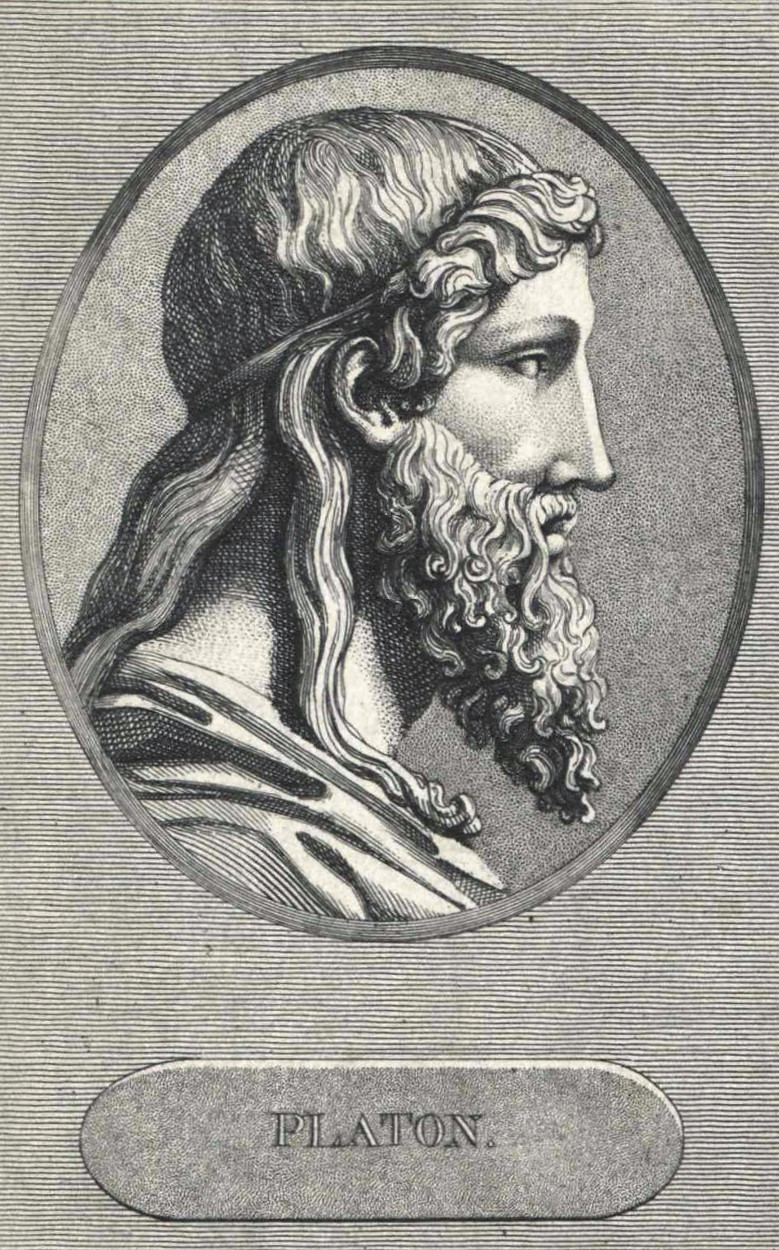
Platón

Püthagorasz és tanítványai is azt tanították, hogy a lélek egy isteni lehelet, de ami a testbe mint büntetőhelyre van száműzve. Szókratész hitt a halálon túli létezésben: „Biztos vagyok abban, hogy valóban újra megszületünk, az élet a halálból ered, s a halottak lelke tovább él.”
Később elsősorban Platón volt az, aki Szókratész befolyása alatt a filozófiához fordult: számára a vallás egy erkölcsi világrendből és a lélek halhatatlanságából állt. Nála e gondolat különös nyomatékra talált hogy a test a lélek börtöne, épp ezért a halál a lélek kiszabadulását jelenti majd ebből a börtönből. Elgondolása a lélekről az volt, hogy három különálló rész alkotja. Ezt a gondolatát az Állam című dialógusban ismertette. A három lélekrész egyike a gondolkodó rész, amelynek a feladata a parancsolás és az egész lélek irányítása, ez a rész gondolkodik, elemez, előretekint, észszerűen mérlegeli a lehetőségeket, és megpróbálja felmérni azt, hogy mi a legjobb és legeredményesebb, mindezt a másik két lélekrész ambícióinak, akaratának figyelembevételével. A második rész az indulatos rész, amelynek elemi funkciója a harag, de a győzelemre és a megbecsülésre történő törekvés is, amely határozottan valamilyen célt akar elérni. Végül a harmadik rész a vágyakozó rész, amely alapvetően a fizikai szükségletekkel kapcsolatos vágyakért és gyönyörökért felelős. Nézetei szerint csak az értelem vezérlete alatt rendelkezünk a lelki erényekkel, az igazságossággal, bátorsággal, bölcsességgel és a józan önmérséklettel is. Filozófiájában a lélekről szóló tanítás egybekapcsolódik a reinkarnációval: a halállal a lélek megszabadul a testtől, és megfeledkezve korábbi életéről, újra testet ölt.
Arisztotelész Platón tanítványa volt, így a lelket ő is a test foglyának tekintette. “Intőszózat a filozófiához” című szónoklatában a mulandó testnek és a halhatatlan léleknek a gondolatát egy hasonlat által szemléltette. Szerinte az erény a lélek legértékesebb terméke, ami a tökéletes jó és a boldogság, s „…mivel a boldogság a legfőbb jó, a végcélok meg, mégpedig a legnemesebb javak, a lélekben vannak.- ezek vagy tulajdonságok, vagy tevékenységek -, ezért előfeltevéseinkből világosan következik, hogy mivel a tevékenység jobb az állapotnál és a legjobb tulajdonságból következik a legjobb tevékenység, a legjobb tulajdonság az erénnyel azonos; az erényen alapuló cselekvés a lélek legfőbb java.”

### Amerikai őslakók
Az észak-amerikai indiánok az életet nagy utazásnak tekintették, ami azzal kezdődött, hogy a lélek levált a Nagy Szellemről , hogy beléphessen egy testbe, amely az Anya Földön él. A halál pedig az a pillanat volt, amikor még egyszer és immár örökre a lélek összeolvadt a Nagy Istennel. 

## Kereszténység
A Bibliában három héber és két különböző görög szóval fejezték ki azt, amit a Biblia magyar fordítói a „lélek” szóval tudtak kifejezni. Van azonban jónéhány olyan bibliai rész is, ahol a lélek megnevezése például az az „éltető lehelet”.
Azt mondtam magamban az emberek fiairól: hogy napfényre hozza (mivoltukat), Isten láthatóvá tette, hogy egymáshoz (csak olyanok, mint az) állatok. Mert hiszen az emberek fiainak sorsa és az állatok sorsa egy és ugyanaz a sors. Amint ezek meghalnak, meghalnak azok is. Mindben egyforma az éltető lehelet, és nincs az embernek többje, mint az állatnak. Igen, mindkettő hiábavalóság! Mindkettő ugyanarra a helyre jut. Mindkettő porból lett és minden visszatér a porba. (Prédikátor 3,18-20)
A lélek fogalmára használták a bibliafordítók a „szél” szavunkat is, például a Károlyi biblia fordítói.
Egy ember sem uralkodhatik a szélen, hogy feltartsa a szelet; és semmi hatalmasság nincs a halálnak napja felett, és az ütközetben senkit el nem bocsátanak; és a gonoszság nem szabadítja meg azt, a ki azzal él.
Ugyanezt az igehelyet az „éltető lehelet” szavainkkal is lefordították:
Nincs ember, akinek hatalmában volna az éltető lehelet, hogy visszatartsa, és senki sem ura a halál napjának. A harcból nincs elbocsátás. A gonoszság nem menti meg elkövetőit.
A keresztény teológia előtörténete Krisztus kinyilatkoztatásaiban, apostoli iratokban és a platóni és arisztotelészi filozófiáig nyúlik vissza. A lélek szó bibliai megfelelői azonban csak távolról rokoníthatók a görög lélek kifejezéssel.  Ugyanis a héber lélek szavak megfelelői nem választják szét testre és lélekre, azt az emberrel egységben közli. Az apostoli időszakban Görögországban alakultak ki a legjelentősebb egyházi közösségek, és a görög nyelv kifinomult szavai lehetőséget adtak a keresztényeknek, hogy érzékenyebben fejezzék ki gondolataikat.
A korai kereszténység hitt abban, hogy az embernek Istennek kell adnia a pszühé-jét, sőt el is kell veszítenie amivel azonban valójában megnyeri Krisztusban (Mt 10,39), (Mk 8,35). A lélek ahhoz a meggyőződéshez kapcsolódott, miszerint az ember testben fog feltámadni.

### Márk evangéliumában
Az ember Istenhez és a másik emberhez való viszonyáról szólva: „És szeretni őt teljes szívből, teljes elméből, teljes lélekből és teljes erőből, és szeretni embernek felebarátját, mint önmagát, többet ér minden égőáldozatnál és véres áldozatnál.” (Mk 12,33) 	
A lélek szó az evangéliumában általában akkor fordul elő amikor Jézus gyógyít tisztátalan lelkeket. Jézustól származik az a mondat, amely az egész keresztény gondolkozást később a lélekről meghatározza, az hogy szembeállítja a lelket a testtel, amikor lankadnak a virrasztásban, "...a lélek ugyan készséges, de a test gyenge. (Mk 9,25)" Evvel Krisztus az ember gyenge pontjára mutat, a test gyengébb, mint a lélek.

### Lukács evangéliumában
Lukács már párhuzamba állítja a lélek szerepét a testtel, felhívja a figyelmet arra, hogy értékesebb mindkettő, mint gondolnánk (Lk 12.23). Tanítása szerint ne becsüljék le egyiket se a másik rovására.

### Máté evangéliumában
A lélek fertőzhetőségéről beszél. A szentlélek káromlása nem nyer bocsánatot (Mt 12,31-32), amikor viszont a tisztátalan lélek kimegy az emberből, az ember üresnek fogja érezni magát, és többszörösen térhet vissza a tisztátalan lélek (12,43-45).

### János apostol
A lélek él, a test nem használ semmit (Jn 6,63). A lelket összekapcsolja a vízzel és vérrel, ami által jött Krisztus. Egyenesen Krisztust nevezi léleknek, aki szentlélekkel keresztel.Krisztus a Jordánban a víz által kapta meg a Szentlelket, és Krisztus vére áldozati vér az ember számára a megváltás kegyelme Aki nem hisz a lélekben és igazságban azaz Krisztusban, az az Antikrisztustól való (Jn I 4.3).

### Pál apostol
Pál apostol szerint a lélek és a test egymás ellen viaskodik (Gal 5,17), aki testre vágyik testi dolgokat kap, aki lelkit az lelkieket (Gal 6,8), de a test halálra vezet, míg a lélek életre és békére (Róm 8,6). A szentelő lélek Istentől jön Krisztus által (Róm 1,4), aki felszabadított a bűnöktől és életet ad a léleknek (Róm 8,2). Isten fiai nem testi, hanem lelki körülmetélkedés az Istentől kap elismerést nem embertől (Róm 2.29). Ez az érvelés vezetett oda, hogy az első jeruzsálemi zsinaton elvetették a körülmetélés régi gyakorlatát.

### A hellenizmus korában
A kereszténység teológiában a lélek fogalma a platóni és arisztotelészi gondolkodás bizonyos elemeinek a befogadásán alapszik; azonban nem emeli dogma szintjére, rendszerezését Aquinói Szt. Tamás végezte el. 
Abból az arisztotelészi-tomista felfogásból kiindulva, hogy a léleknek ahhoz, hogy létezhessék, az anyagban kell aktualizálódnia, vagyis nem létezhet anyagi vonatkozást nélkülöző részszubsztancia gyanánt
A test és lélek különbözősége a hellenistáktól ered, az az elképzelés miszerint a test porból lett porrá lesz, illetve az éltető lehelet visszatér a Teremtőhöz. (Préd 12,5 v.ö. Bölcs 9,15, Ez 37,7.10) A hellenista jellegű hármas tagolással – szellem, lélek, test – találkozunk az 1Thessz. 5,23-ban (trichotomizmus):
"A békesség Istene szenteljen meg benneteket, hogy tökéletesek legyetek. Őrizze meg szellemeteket (pneuma), lelketeket (pszühé) és testeteket (szóma) feddhetetlenül Urunk, Jézus Krisztus eljöveteléig."

### Középkorban
Aurelius Augustinus (Hippói Szent Ágoston) észak-afrikai származású, egyházatya, filozófus és író önéletrajzi művében a Vallomásokban így értekezik a lélekről: „Nem tudtam, hogy lélek az Isten, következőleg nincsenek tagjai, nincsen hossza és szélessége, nincs tömege, mert a tömeg okvetlenül kisebb bármelyik részében, mint egészében. Tehát ha felteszem is, hogy végtelen, kisebb lenne a bizonyos térrel meghatározott rész, mint a végtelen egész, következőleg nem tud a maga egészében mindenütt egészen ott lenni, ahol van. A lélek pedig ilyen, s Isten is ilyen.”
A Vienne-i zsinat (1311) úgy határozott, hogy az addigra amúgy is elhalványuló szellem fogalmát, illetve a szélsőséges platonizáló kettős lélek fogalmát eltörli, és bevezeti helyette azt a dogmát, hogy az embernek csak teste és lelke van (dichotomizmus), és a léleknek vannak szellemi tulajdonságai.
Az ezt követő Biblia-fordítások alkalmazkodtak is ehhez a dogmához, és a szellemet következetesen léleknek fordították, például Jézus kereszthalálánál. 
Ahol a Szentlelket olvashatjuk a magyar fordításokban, ott is eredetileg Szent Szellem szerepel, amelynek a különféle keresztény irányzatokban eltérő a jelentése.

## Katolicizmus

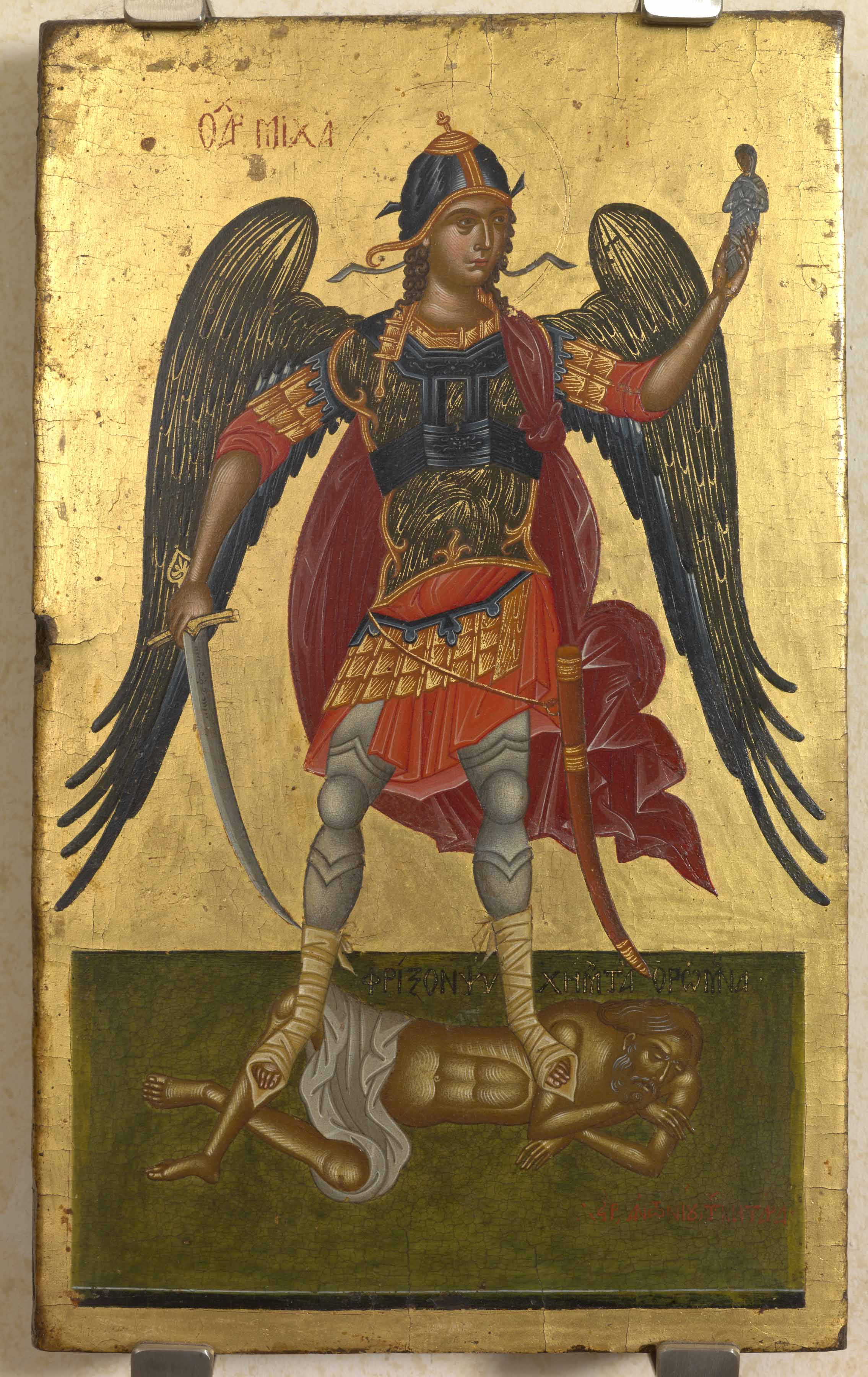
Szent Mihály egy 17. századi ábrázolása. A katolicizmusban ő teszi mérlegre az ember jó cselekedeteit és elkövetett gonoszságait, ő a lelkek mérlegelője

Hamvas Endre kalocsai érsek a „Kozmikus szomorúság: a lélek eredete a hermetikában” című művében így fogalmaz: „a lélek önnön, testével ellentétes, immateriális természete szerint nem tud egyesülni a testtel, ezért valamilyen lepelre van szüksége ahhoz, hogy a szublunáris világban is megőrizhesse integritását. Ez a lepel, amely a lelket a test durva anyagának hatásaitól védi.”
A modern katolikus tanítás három részben tárgyalja a lélek fogalmát.

#### test és lélek kapcsolata viszonyában
A lélek kevesebb, mint a szellem, mert maga teljességében a lélek a Végtelen, Tiszta Szellemben Istenben nyilvánul meg. Isten teremtetlen, anyaghoz nem kötött, az ember viszont teremtett lélek és anyaghoz kötött véges. A tudattal nem azonos a lélek. Már a fogantatás pillanatában jelen van mint szellemi lélek. A teremtéstörténetben nem az áll, hogy Ádám életre kelt és utána kapta meg a lelket Istentől, hanem Isten Ádám orrába fújta a lelket amitől életre kelt. (Ezért áll ki a katolicizmus az abortusz ellen, mert Isten készülő művét állítja meg.) A szellem azonban halhatatlan. Jézus állítása szerint a testet meg tudják ölni, de a lelket nem (Mt 10,16). Lelkünk érett szellemisége abból áll, hogy képes örök igazságokat felismerni, és azok mellett igenlően kiállni.

#### lélek a halál után
A katolikusok külön tárgyalják a testtől szétválasztott lelket, melyet anima separatának neveznek. A szellem halhatatlan, a lélek kárt szenvedhet – tisztátalanná válhat -, testi élete során. A katolikusok vallják, hogy szent életet kell megélni a földön, hogy testünk, lelkük romolhatatlan legyen. A lélek az ember halála után megítéltetik és vagy a mennyországba vagy a pokolra vagy a purgatóriumba (tisztítótűz) jut. De ez még nem az utolsó szó, mert az utolsó ítélettől remélheti az ember a teljes üdvözülést.

#### A feltámadás viszonylatában
A görög műveltség hatására, és a hittérítők alkalmazkodása alapján a feltámadás mikéntje különböző elgondolásokat hozott.    
1. A thnétopszüchiták azt vallották, hogy a lélek ugyanúgy meghal, mint a test, és Isten a szérszórt részeket újra egyesíti. Ez a csoport kisebbségben volt.
2. A hüpnopszüchiták vallották, hogy az utolsó ítéletig a lélek álomba merül.
3. A harmadik csoport nézete szerint az utolsó ítéletig a rosszak mérsékelt kínokban, a jók mérsékelt boldogságban lesz részük. Ez az utóbbi szemlélet lett meghatározó[33]
4. Szent Iréneusz kötötte össze azt a zavarólag ható kijelentést, hogy csakis Isten halhatatlan (1Tim 6,16), avval, hogy a lelket csakis Istennel való találkozás azaz az isteni kegyelem teszi halhatatlanná. Míg Tertullianus egészíti ki, csak az igazak léphetnek Isten színe elé, tehát nem alanyi jogon, hanem lényegi jogon. Aquinói Szent Tamás tovább következtet, a lélek a test lényegadó formája.
5. Órigenész félreérthető kifejezéseket használt,követői ezért a szélsőséges dualizmust vallották.
6. 20. századi gondolkodók egy csoportja azt vallja, hogy a feltámadás a halálkor végbemegy, az az ígért ítélet, mert a halál után nincs idő (Karl Barth, evangélikus), Továbblépve Karl Rahner (jezsuita) ugyan kapcsolatba lép a megváltozott idővel és az anyaggal a lélek, de az más anyag lesz, mint a porladó testünk, kozmikus eredetű, pánkozmikus lesz.
7. Joseph Ratzinger felhívja a figyelmet, hogy a Biblia nem az evilági és a túlvilágit állítja szembe, Hanem ki hogyan van "bekapcsolva" Krisztusba, illetve Krisztus nélkül él. A Biblia testünk feltámadásáról ír. illetve az utolsó időkről. Bizonyos jellegű anyagiságnak fenn kell maradnia halálunk után, amely biztosítja az önazonosságunkat. Ez az anyag valószínűtlen, hogy pneumatikus legyen.
8. Barsi Balázs ferences szerzetes, hitszónok tanítása szerint, a feltámadást követő élet nem folytatása a földi életnek, mert az félelmetes és elviselhetetlen lenne a lélek számára, maga a pokol, ez azonban nem következhet be, hiszen a mennyek országa egészen más dimenzió. Tulajdonképpen a keresztséggel már itt a földön kezdetét veszi a lelkünkben.[42]

#### Dogmák
- A lélek halálban nem semmisül meg, nem merül álomba, külön ítélet alá esik, amely a kimondás után rögtön bekövetkezik.
- Saját testünkben fogunk feltámadni.

## Protestantizmus
A protestánsok tagadják a tisztítótűz létezést. Nézetük szerint ez csak emberi kitalálás. Az ember halála utáni lélek sorsával megosztott nézetek vannak. 

## A Bibliában
A héber által leggyakrabban használt test (bászár) és léleknek fordított (nefes, ruáh) szavak nem állíthatóak párhuzamba a görög test (szarksz, szóma) és lélek (pszükhé) illetve szellem (pneuma) kifejezésekkel, melyek az Újszövetség szóhasználatán keresztül az első századok többnyire görög nyelvű keresztény filozófiájában fontos szerephez jutottak. Az ószövetségi zsidó felfogás nem teszi lehetővé az ember test és természet kétosztatú (dichotómikus: test és lélek) illetve háromosztatú (trichotómikus: test, lélek, szellem) leírását.
A Biblia teremtéstörténetének központja az ember, aki Isten képmásaként uralkodik a világban. A léleknek fordított szóra sok utalás található a Szentírásban, az Ószövetségben (1.Móz.2,7, 7,22, 4.Móz.11,17-25, 5.Móz. 12,23, 2.Kir.2,9, Jób,32,8-9, Péld.19,2, Ésa.32,15, Ezék.2,2, 3,12), az Újszövetségben pedig különösen Pál apostol (1.Kor.15,44, 2.Kor.6,6, Ap.Csel.2,4, 1.Kor.2,10-12, 6,17, 14,15, 1.Thessz. 5,19,23, 2.Timóth. 1,14, Zsid. 4,12, továbbá Ján.3,8, 4,23-24, 6,63, 7,38-39, 14,26, 1.Ján.5,6).
A magyar biblia-fordítások sok esetben “lélek” szót használnak ott, ahol az eredeti szöveg “szellemet” használ. Így például az eredeti szövegben Jézus a kereszten nem a “lelkét”, hanem a “szellemét” (pneuma) ajánlja Isten kezébe. István is megkövezésekor nem azt kérte Istentől, hogy “vedd magadhoz az én lelkemet”, hanem: “az én szellememet”

### Ószövetség
A teremtés történetét olvasva, az élet az első pillanattól kezdve egy döntő feltételtől függött: az Isten iránti engedelmességtől és hűségtől. Engedetlensége által az ember nem csak az édent veszíthette el, hanem az élete is veszélyben volt. “És megparancsolta az Úr Isten az embernek, mondván: A kert minden fájáról bátran egyél, de a jó és gonosz tudásának fájáról, arról ne egyél; mert amely napon eszel arról, bizony meghalsz.” Hogyha pedig engedetlensége által az ember az életét eljátszhatta, akkor ő a teremtetésekor sem bírt halhatatlansággal. Ádámnak csak feltételes volt a halhatatlansága, a halhatatlanság még nem volt az övé; csak a lehetősége előtt állt annak, hogy azt megszerezze; de a bűnesettel elvesztette azt.
A teremtésben az élőlénynek fordított héber szó a nefes hāj. Ez a kifejezés nemcsak az emberre vonatkozik, hanem az állatokra is. A nefes, amit lénynek fordítanak a náfas szóból ered, mely jelentése: lélegezni. Az Újszövetségben ennek görög megfelelője a pszühé. A teremtéstörténetben semmi nem utal arra, hogy az ember lelket kapott volna, vagyis olyasvalami külön egységet, ami a teremtéskor kapcsolódott volna össze az emberi testtel és függetlenül tudna létezni attól.
Az emberi "lélek" nem rendelkezik halhatatlansággal, hanem csak egyedül a Teremtő. Ezek a szavak: „halhatatlanság” és „halhatatlan” egyetlen egyszer sem fordulnak elő az Ótestamentumban. Az Újtestamentumban a halhatatlanság („athanázia”) csak három helyen van megemlítve. I. Tim. 6,15-16-ban csak egyedül Istennek van tulajdonítva. A másik két helyen azt magyarázza, hogy a megváltott ember a halhatatlanságot csak Krisztus második eljövetelekor kapja meg. A halhatatlanság Isten adománya, amit a feltámadás napján kölcsönöz majd neki.
Az „aphtárzia” szóval is csupán néhány helyen találkozunk, ami romolhatatlanságot, elmúlhatatlanságot jelent, vagy a magyar Biblia örökkévalónak is fordítja. Róm. 2,7. az ítélet napjára a hűség jutalmául említi az embernek. I. Kor. 2. részében Isten ajándékát jelöli, amit az ember a feltámadáskor fog kapni. Róm. 1,23. szerint Isten, mint örökkévaló van szembeállítva a mulandó emberrel. Csak Istennek és Isten Fiának van élete önmagában.
A lélek halhatatlanságának a tana nem biblikus elmélet. Egy új tan tört be a keresztény hitbe, miszerint az ember lelke tulajdonképpen isteni volna, és ezért nem is halhat meg, mialatt a test, „a lélek börtöne” mulandó, és meg kell semmisülnie, hogy a lélek megszabadulhasson ettől a tehertől. Az embernek egy ilyen kettészakítottságáról – egy halandó, értéktelen testre és egy halhatatlan isteni lélekre – a Bibliának nincs tudomása. 
A teremtésben említett "élet lehelete" nem teszi az embert halhatatlanná. A jövőbeli események a színtér: a feltámadás és az utolsó ítélet, nem a halottak birodalma (pokol). A halál idejétől a bekövetkező feltámadás idejéig nincs közbeeső pokol vagy mennyország. Az Ószövetség alapján a halál után Isten visszaveszi a lelket (élet-leheletet), elmúlik az ember, és újra porrá lesz.
Ézsaiás próféta könyvében olvassuk: “Ne bízzatok az emberben, hiszen csak lehelet van az orrában: mire lehet hát becsülni?”  A zsoltárok könyve ezt írja: “Ne építsetek a nagyokra, az emberre, aki nem tud segíteni! Az élet elhagyja, visszatér a porba, s odavan minden terve.”

### Újszövetségi példaesetek
A lélek szó helyei,
- legtöbbször tisztátalan lelkek, Jézus gyógyításai, példabeszédei kapcsolatában tűnik fel (Mk. 7,24-30; Mt. 15,21-28)
- néhány állat tekintetében; a kiűzött tisztátalan lélek a disznókondába ment bele, amit az vízbefullasztotta. A galamb, a Jordánban való vízbemerülés után, Krisztus keresztelésekor, mint ami a Szentlelket hordozza szállt rá (Mt 3,16), (Mk 1,20), (Lk 1,21-22).
- A gyökerestől kiszáradt fügefa (Mt 21,19b–22) példaesetben a Jézus a fügefához szól, feltételezhető a fügefa lelke.
- A test és lélek viszonylatában.
- Amikor a lélek különválik a testtől (egyesek szerint látszólag).

##### A gazdag ember és a szegény Lázár
A gazdag ember és a szegény Lázár példázata Lk 16,19-31-ben olvasható.
az adventizmus nézete alapján:
Akik a lélek halhatatlanságára hivatkoznak, gyakran Jézus egyik példázatát említik, amelyik a gazdag emberről és a szegény Lázárról szól. Ezek a példázatok nem a halottak állapota körül forogtak, hanem sokkal inkább azt mutatták meg, hogy ez az élet az egyedüli lehetőség az örök életre való felkészüléshez.
Hogy a népet gondolkozásából felrázza, példázatai ezzel a mondattal kezdődnek: “Volt egy gazdag ember..”,
Jézus két példázatot mondott el olyan embereknek, akik mélyen az anyagi javaikba vetették reménységüket. Hallgatóinak, a jómódú farizeusoknak a reakciója is megmutatja, hogy Jézus első elbeszélését olyan példázatként értették, aminek nem volt egyéb tartalma és célja, minthogy az ő pénzszeretetüket hibáztassa. A teljes összhangból világosan kitűnik, hogy mit akart nekik Jézus mondani: a földi áldások legjobb esetben is csak rövid ideig tartók és bizonytalanok.
Jézus kijelentése nyíltan a halottak feltámadásáról szólt. A szadduceusokkal folytatott vitájában ezt mondta: : "Nyilván azért tévelyegtek, mert nem ismeritek az Írásokat.. a halottak.. feltámadnak. Nem olvastátok Mózes könyvében a csipkebokornál, hogy miként mondta neki Isten, amikor szólt: „Én vagyok Ábrahám Istene és Izsák Istene és Jákob Istene? Ő nem a halottak Istene, hanem az élőké”.
Amikor Jézus ezt a kijelentést tette, még nem voltak feltámasztva az ősatyák – s az örök életre vonatkozó ígéreteket még nem nyerték el. Így Lázár is majd csak a feltámadás napján lehet “Ábrahám kebelén”.
A platóni filozófia népszerűsödésével kezdték a „hádes”t, az alvilágot, elevennek elképzelni. Így a gazdag embernek Ábrahámmal folytatott beszélgetését is a hádesba helyezték át. A „hádesba való eltemetés” és a „kínokban való szemfelemelés” között van a halál állapota, amiről Jézus semmit sem mond, mert semmi jelentőséget nem tulajdonít neki.
’Amikor a sírban (seol) az ő szemeit felemelte’ – ez Jézus tanításai értelmében ugyanazt jelenti, mintha azt mondta volna: ’Amikor pedig a halálból felébredt’, vagyis feltámadt, és a (Hinnom völgyében) kínok között találta magát.
Az igazak és az istentelenek között a végleges szétválasztás csak az utolsó napon történik, noha az egyes embereknek már a haláluk pillanatában eldől, lezárul a sorsuk. Csak a feltámadás hozza a kettéválasztást, mert azt egy vizsgáló ítélet előzi meg. 
„Mert az embernek Fia eljön az ő Atyjának dicsőségében az ő angyalaival; és akkor megfizet mindenkinek az ő cselekedete szerint.” (Máté 16,27.)

##### Jézus és a lator
Jézusnak a vele egy időben keresztre feszített latorhoz fűződő beszéde Luk. 23,39-43-ban olvasható.
az adventizmus nézete alapján:
Gyakran idézik az ember halál utáni életének bizonyítására Jézus szavait, amit a vele keresztre feszített egyik latornak mondott. Ezzel a kijelentéssel azt akarják bizonyítani, hogy halála után a hívő mindjárt a mennybe megy. 
„Uram, emlékezzél meg énrólam, amikor eljössz a Te országodban! És mondta néki Jézus: Bizony, mondom néked: ma velem leszel a Paradicsomban.”
Jézus sohasem hirdetett olyan elképzeléseket az Isten országáról, amilyeneket sok mai keresztény fest magának. Sohasem beszélt arról, hogy követői haláluk után azonnal a „túlvilágba” érkeznének.
Sokan azt hiszik, hogy a lélek a test szennyes börtönének a nemes foglya, és mihelyt az a halál által e börtönéből megszabadul, fent lebeg a fellegek fölött, hogy ott, a lelkek mennyországában örökre boldog legyen. Hogyha valaki csak a maga egyéni üdvösségét tartja szem előtt, akkor nem lehet csodálkozni az ő kereszténységének egoista formáján, sem pedig a szó szoros értelmében vett „Istenországa-művének széles területén végzett munkáján!”
Egy dolgot meg kell jegyeznünk: a görög, de különösen a platóni filozófia nagy befolyást gyakorolt sok korai keresztény gondolkozására. Ez a gondolkodás megjelent a Biblia fordításokban is. Így például az írásjelek elhelyezésénél is olyan helyeken, ahol egy vessző a mondat értelmét döntő módon megváltoztatja, sőt egészen az ellenkezőjére fordíthatja. Ha egy bibliafordító egy szövegnél az írásjelet az ő előre megfogalmazott nézetére támaszkodva, a saját elképzelése szerint helyezi ki, akkor az óriási problémákhoz vezethet. Az értelmezési fordításnak épp egy ilyen klasszikus esetével van dolgunk Lukács 23,43-ban.
A legtöbb fordításban a szöveg valahogy így hangzik: “Bizony mondom néked: ma velem leszel a Paradicsomban”. Egyes fordítások a „ma” szó mellé még egy „még” szócskát is hozzá fűznek, hogy ezt a gondolatot még jobban kiemeljék. Így a hangsúly teljesen a „ma” szóra esik abban az értelemben, mintha Jézus ígérete még aznap beteljesedett volna. Nem mindegy, hogy „ma” adta Jézus a kijelentését, vagy pedig „ma” teljesedett be! Ez a kifejezés: „mondom néked ma” a héber, majd az arám szólásmódnak teljesen megfelel, mint ahogy ezt sok ószövetségi íráshely is bizonyítja.
Jézus feltámadása után ezt mondta Mária-Magdalénának : „…mert nem mentem még fel az Atyához,” – ez alapján nem lehet a „ma” szót a napjainkban megszokott módon érteni. A bibliafordításokban a hangsúly a „ma” szóra esik, de a helyes fordításnak a következőképpen kellene hangzania: „Bizony, mondom néked ma: te velem leszel a Paradicsomban.”
Jézus ezt mondta a követőinek: 
„Elmegyek, hogy helyet készítsek nektek. És ha majd elmegyek és helyet készítek néktek, ismét eljövök és magamhoz veszlek titeket, hogy ahol én vagyok, ti is ott legyetek.”
Ez ígéret szerint a hívők csak Jézus 2. eljövetelekor fognak véglegesen egyesülni az Úrral. A lator egyáltalán nem is tudott volna azon a „ma”-i napon a Paradicsomban lenni Jézussal, hiszen maga Jézus sem ment a halála napján a Paradicsomba, hanem a sírba.

## Judaizmus
A zsidó teológiának nincsenek egyértelműen kidolgozott nézete a test és a lélek kapcsolatáról, sem magának a léleknek a természetéről. 
A rabbinikus források nem tisztázzák, hogy a lélek képes-e önálló, teljesen tudatos létet élni a testtől távol a halál után.
A szent iratok nem különböztetik meg élesen a testet és a lelket. A rúah (רוּחַ) (=lehelet), a nefes (נֶפֶשׁ) (ami megkülönbözteti az élőt a halottól) és a nesama (נשמה) (=lélegzet) szavakkal jelölt fogalmaknak nincs önálló ontológiai státuszuk. 
A talmudi időszakban a rabbik már éltek bizonyos megkülönböztetéssel: úgy vélték, hogy a lélek a test vendége mindaddig, míg a test a földön él. A zsidó filozófusok, például Philón, Szaadja Gaon, Salamon ibn Gavirol platonista hatásra dolgozták a lélek halhatatlanságára valló tanaikat. 
A Midrás kissé homályosan fogalmaz – hogy a test nem tud fennmaradni lélek nélkül – és a lélek sem test nélkül. Találunk olyan nézetet, amely szerint a lélek a halál után nyugalmi állapotban van, az uralkodó nézet az, hogy a lélek testetlen állapotban is képes teljesen tudatos életet élni. Még azt is állítják, hogy a lélek a test előtt létezik.
A kabbalisták felfogása szerint a lélek isteni entitás, amely belép a testbe; az isteni emanációból ered és végső célja, hogy visszatérjen a szefirák világába.

## Hinduizmus
A hinduizmus rendkívül összetett és bonyolult világképpel rendelkezik, lélek-dogmájának teljes mélységű bemutatására csak képzett vallástudós vállalkozhatna. Összességében véve a hindu tanítás alapján az emberen kívül a növényeknek, állatoknak is van lelkük, sőt a természeti elemek mögött is ott áll egy személyiség, egy lélek. A lélek nem pusztítható el, soha nem tűnik el, hanem testről testre vándorol, míg visszatér isteni származásához – de csak akkor, ha az ember komoly vallásgyakorlás által (azaz szent élet által) megpróbál visszajutni a lelkek (nirvána) világába.
A Mundaka Upanisad alapján a lélek (átman) mérete az atoménak felel meg és csakis tökéletes értelemmel lehet érzékelni. Ez az atomnyi lélek a szívben helyezkedik el és hatását az élőlény egész testére kiterjeszti. Jelen van minden élőlény szívében. Ha a lélek elhagyja a helyét, akkor a vér működése, amely a fúziót idézi elő, megszűnik.
A lelki egész atomnyi részecskéit a napfény részecskéihez hasonlíthatjuk. Ahogy a napfény végtelen sok molekulát tartalmaz, a Legfelsőbb Úr parányi részei az Ő sugarainak atomnyi szikrái, amelyet prabhá-nak vagyis felsőbbrendű energiának neveznek.
A test természeténél fogva mulandó, a lélek ezzel szemben örök és elpusztíthatatlan. Amikor a lélek távozik az anyagi testből, az azonnal bomlásnak indul. A lélek az, ami fenntartja a testet.
A lélek (átman) minőségileg megegyezik a Legfelsőbbel (Brahman), s a testtel szemben nem változik. Néha kúta-sthána-k, állandónak is nevezik. Nem születik, de mivel anyagi testbe költözik, a test megszületik. A lélek nem születik meg és nem hal meg. Minden ami megszületik, az el is pusztul. Mivel a léleknek nincs születése, nincs múltja, jelene és jövője sem. Örökkévaló, mindig létező és eredeti, azaz létrejöttének nincs nyoma a történelemben. A testtel ellentétben soha nem öregszik meg. A test változásai nem befolyásolják a lelket.
A Lélek elhagyva isteni származását, a személyiséghez kötötté vált, és a világot alkotó ellentétes erők között él. Hosszú korokon át, születésről-születésre vándorol, tetteket hajtva végre, és azok gyümölcseit érlelve. Megfosztva minden hatalomtól, lassan gyűjt bölcsességet, mint eredményét sokrétű tapasztalásának.
Az atomnyi egyéni lélek testbe kerülését a Felsőlélek kegye teszi lehetővé. A Védák – például a Mundaka Upanisad és a Svetásvatara Upanisad – a lelket és a Felsőlelket két madár-baráthoz hasonlítják, akik ugyanazon a fán ülnek. Az egyik madár (az egyéni, atom nagyságú lélek) a fa gyümölcseit csipegeti, miközben a másik (Krisna) csupán figyeli a barátját. A két madár között minőségileg nincs különbség, ám az egyiket elbűvöli a fa gyümölcse, míg a másik csupán szemtanúja barátja tetteinek. A tanú-madár Krisna, a csipegető pedig Ardzsuna. Barátok, de az egyik közülük a mester, a másik pedig a szolga. Az atomnyi lélek vándorlását egyik fáról a másikra , egyik testből a másikba az okozza, hogy megfeledkezik e kapcsolatról. A Lélek, mintegy alvásból ébredve kiemelkedik a homályból, ahol addig eltemetve feküdt. A Bhagavad Gítá történetében Ardzsuna, mint az egyéni Lélek, Kuruksetra csatamezején találja magát, a csatamezőn, amelyet a dharma vagy kötelesség mezejének is neveznek.
lásd még:
- átman (lélek) és szanszára (lélekvándorlás)

## Dzsainizmus
A dzsainizmus szerint a létezők kategóriába sorolhatók: vannak dzsívák (élők) és adzsívák (élettelenek). A dzsíva (szanszkrit: जीव) eszméje nélkül nem érthető a dzsainizmus, mert a dzsainák minden embernek, állatnak, rovarnak, növénynek, sőt még a földnek, a köveknek, a tűznek, a víznek és a levegőnek is élő lelket tulajdonítanak. Nézetük szerint a világot végtelenül sok dzsíva népesíti be, mindegyik valós, önálló és örök, s tudat, öröm és energia jellemzi őket. E felfogás alapján tanúsítanak oly nagy tiszteletet az élet minden formája iránt, ami a dzsaina hit alapkövében, az ahinszában fejeződik ki.
A dzsívákat (lelkeket) két fő csoportba sorolják: sziddha (megszabadult) és szanszári (világi lények). A dzsain filozófia azt tanítja, hogy minden lélek külön egyéniség, mely soha nem teremtetett, öröktől fogva létező. A lélek az alacsonyabbtól a magasabb állapot irányába fejlődik a karma vagy ok-okozat törvénye alapján. Minden alkalommal új testet ölt, amíg az előző életekből származó karmákat teljesen le nem dolgozza. Végül a karma kötelékeinek elszakításával, megmutatkozik abszolút tisztaságában, és eléri a tökéletességet, a nirvánát, a muktit.

## Buddhizmus
A buddhizmus tanítása elutasítja az örökkévaló lélek létezésének gondolatát, itt a „lélek nélküli újjászületés tana” jelenik meg (lásd: anatta). Eszerint nem léteznek egyes lelkek elkülönülve egymástól, a dolgok és jelenségek csak más dolgok és jelenségek függvényében léteznek. Amint a dolgok és jelenségek létezését fenntartó okok elmúlnak, a dolgok és a jelenségek is velük múlnak. Ez a függő keletkezés elmélete.

## Egyéb
Bruno Gröning német misztikus szerint a test nem a lényeges ismertetője az embernek, hanem csak a szellem és lélek földi burka.
Az Urantia könyv ismeretlen szerzői szerint a lélek az ember önmagát figyelő, igazlátó és szellemérzékelő része, mely lehetőségét tekintve halhatatlan, vagyis továbbélő. A szerzők szerint az ember tapasztalás útján tesz szert a lélekre. Állításuk szerint ennek az emberi tapasztalásban gyökerező új valóságnak, az emberi sajátlényeg potenciális önazonosság-alkotójának az atyja az emberben lakozó szellem (mely szellemi valóság), anyja pedig a halandói, anyagi elme (mely anyagi valóság), de maga a lélek nem anyagi és nem is szellemi lényegű.

#### Megjegyzés
1. ↑  a szefirákról szóló elgondolásokra nagy hatással volt a gnoszticizmus, s arra próbálnak magyarázatot adni, hogyan léphet kapcsolatba a transzcendens Isten a világgal

## Külső hivatkozások
- Huoranszki Ferenc: Test és lélek Archiválva 2007. október 17-i dátummal a Wayback Machine-ben – In: Kempelen Farkas Hallgatói Információs Központ
- Az élőlény: testet öltött lélek? – Magyarországi Krisna-tudatú Hívők Közössége
- Dr. Grandpierre Attila: A lélek halhatatlansága
- A Pallas Nagy Lexikonában
- Z. Tóth Csaba: A szellem eltörlése
- Tobler Gusztáv: Nincs többé halál, Advent Kiadó, Krattigen